# Cameron Payne
Cameron Payne (Memphis, Tennessee, 8 de agosto de 1994) es un baloncestista estadounidense que pertenece a la plantilla de los New York Knicks de la NBA. Con 1,91 metros de estatura, juega en la posición de base.

## Trayectoria deportiva

### Universidad
Payne jugó dos temporadas de baloncesto universitario con los Racers de la Universidad Estatal de Murray.
En su primera temporada fue nombrado freshman del año de la Ohio Valley Conference, y también fue elegido en el mejor quinteto de dicha conferencia. Lideró a su equipo al campeonato de la CollegeInsider.com Postseason Tournament de 2014, siendo elegido el Jugador Más Valioso del torneo. En 34 partidos, Payne promedió 16,8 puntos, 5,4 asistencias, 3,6 rebotes y 1,7 robos en 32,7 minutos por partido.
En su segunda temporada alcanzó los 20,2 puntos por encuentros y, al término de la misma, decidió presentarse al draft de la NBA, renunciando a los años que le quedaban.

#### Estadísticas
| Año     | Equipo       | PJ | PT | MPP  | %TC  | %3P  | %TL  | RPP | APP | ROB | TPP | PPP  |
| ------- | ------------ | -- | -- | ---- | ---- | ---- | ---- | --- | --- | --- | --- | ---- |
| 2013–14 | Murray State | 34 | 34 | 32.7 | .404 | .341 | .774 | 3.6 | 5.4 | 1.7 | .6  | 16.8 |
| 2014–15 | Murray State | 35 | 35 | 32.2 | .456 | .377 | .787 | 3.7 | 6.0 | 1.9 | .5  | 20.2 |
| Total   | Total        | 69 | 69 | 32.4 | .432 | .359 | .781 | 3.7 | 5.7 | 1.8 | .5  | 18.5 |

### Profesional
El 25 de junio de 2015, fue seleccionado en la decimocuarta posición del Draft de la NBA de 2015 por los Oklahoma City Thunder.
El 23 de febrero de 2017, Payne fue traspasado junto a Joffrey Lauvergne y Anthony Morrow, a Chicago Bulls a cambio de Taj Gibson y Doug McDermott.
El 3 de enero de 2019, en un traspaso entre Memphis Grizzlies y Chicago Bulls, que involucraba a Justin Holiday a cambio de MarShon Brooks y Wayne Selden Jr., los Bulls cortaron a Cameron.
El 17 de julio de 2019, firma un contrato de dos años con Toronto Raptors, pero el 19 de octubre es cortado por los Raptors. Por lo que, sin equipo NBA para la temporada 2019-20, el 12 de noviembre se une a los Shanxi Loongs de la CBA. Donde jugó apenas un par de partidos y el 2 de enero de 2020, el equipo decidió reemplazar su ficha.
El 25 de enero de 2020, Payne firma con los Texas Legends de la G League.
El 30 de junio de 2020, los Phoenix Suns firman a Cameron de cara a la reanudación de la temporada 2019-20. Después de su buena actuación en la 'burbuja de Orlando', el 18 de noviembre de 2020, los Suns deciden renovarle para la siguiente temporada.
El 2 de agosto de 2021, acuerda una extensión de contrato con los Suns por $19 millones y 3 años.
Tras cuatro temporadas en Phoenix, en julio de 2023 es traspasado a San Antonio Spurs, pero es cortado el 11 de septiembre antes del comienzo de la temporada. El 2 de octubre firma por una temporada con Milwaukee Bucks.
El 8 de febrero de 2024 es traspasado a Philadelphia 76ers a cambio de Patrick Beverley.
El 15 de julio de 2024 firma con los New York Knicks por una temporada y $3,1 millones.

## Estadísticas de su carrera en la NBA

### Temporada regular
| Año     | Equipo        | PJ  | PT | MPP  | %TC  | %3P  | %TL   | RPP | APP | ROB | TPP | PPP  |
| ------- | ------------- | --- | -- | ---- | ---- | ---- | ----- | --- | --- | --- | --- | ---- |
| 2015-16 | Oklahoma City | 57  | 1  | 12.2 | .410 | .324 | .792  | 1.5 | 1.9 | .6  | .1  | 5.0  |
| 2016-17 | Oklahoma City | 20  | 0  | 16.0 | .331 | .308 | 1.000 | 1.6 | 2.0 | .5  | .3  | 5.3  |
| 2016-17 | Chicago       | 11  | 0  | 12.9 | .333 | .324 | .250  | 1.5 | 1.4 | .4  | .0  | 4.9  |
| 2017-18 | Chicago       | 25  | 14 | 23.3 | .405 | .385 | .750  | 2.8 | 4.5 | 1.0 | .4  | 8.8  |
| 2018-19 | Chicago       | 31  | 12 | 17.3 | .411 | .271 | .880  | 1.7 | 2.7 | .6  | .2  | 5.7  |
| 2018-19 | Cleveland     | 9   | 1  | 19.6 | .491 | .360 | .688  | 2.1 | 2.6 | .9  | .3  | 8.2  |
| 2019-20 | Phoenix       | 8   | 0  | 22.9 | .485 | .517 | .857  | 3.9 | 3.0 | 1.0 | .3  | 10.9 |
| 2020-21 | Phoenix       | 60  | 1  | 18.0 | .484 | .440 | .893  | 2.4 | 3.6 | .6  | .3  | 8.4  |
| 2021-22 | Phoenix       | 58  | 12 | 22.0 | .409 | .336 | .843  | 3.0 | 4.9 | .7  | .3  | 10.8 |
| 2022-23 | Phoenix       | 48  | 15 | 20.2 | .415 | .368 | .766  | 2.2 | 4.5 | .7  | .2  | 10.3 |
| 2023-24 | Milwaukee     | 47  | 2  | 14.9 | .455 | .397 | .841  | 1.3 | 2.3 | .5  | .1  | 6.2  |
| 2023-24 | Philadelphia  | 31  | 8  | 19.4 | .413 | .382 | .913  | 1.8 | 3.1 | .6  | .3  | 9.3  |
| 2024-25 | New York      | 72  | 5  | 15.1 | .401 | .363 | .907  | 1.4 | 2.8 | .5  | .2  | 6.9  |
| Total   | Total         | 477 | 71 | 17.5 | .419 | .368 | .836  | 2.0 | 3.2 | .6  | .2  | 7.8  |

### Playoffs
| Año   | Equipo        | PJ | PT | MPP  | %TC  | %3P   | %TL  | RPP | APP | ROB | TPP | PPP |
| ----- | ------------- | -- | -- | ---- | ---- | ----- | ---- | --- | --- | --- | --- | --- |
| 2016  | Oklahoma City | 10 | 0  | 6.4  | .269 | .200  | .500 | .4  | .8  | .2  | .2  | 1.8 |
| 2017  | Chicago       | 1  | 0  | 4.0  | .500 | 1.000 | .000 | 1.0 | .0  | .0  | .0  | 3.0 |
| 2021  | Phoenix       | 22 | 2  | 19.0 | .425 | .362  | .889 | 2.5 | 3.2 | .8  | .5  | 9.3 |
| 2022  | Phoenix       | 13 | 0  | 13.2 | .297 | .167  | .833 | 1.5 | 2.1 | .5  | .1  | 4.2 |
| 2023  | Phoenix       | 7  | 4  | 21.8 | .479 | .407  | .000 | 2.0 | 2.9 | .4  | .3  | 8.1 |
| 2024  | Philadelphia  | 5  | 0  | 12.2 | .400 | .444  | —    | 1.2 | 1.4 | .2  | .8  | 5.6 |
| 2025  | New York      | 14 | 0  | 7.3  | .324 | .238  | .333 | .6  | .6  | .4  | .1  | 2.1 |
| Total | Total         | 72 | 6  | 13.5 | .388 | .324  | .706 | 1.5 | 2.0 | .5  | .3  | 5.5 |

## Vida personal
A mediados de junio de 2024 fue arrestado por la policía tras unos disturbios en Scottsdale (Arizona), por cargos de negarse a identificarse y de informar falsamente a las fuerzas de seguridad. Según el informe policial se identificó como Terry Johnson.